# Xandria
Xandria je německá symfonicmetalová kapela, která byla založena Marcem Heubaumem v roce 1994.
Po několika nahraných demech a jejich velkém úspěchu na některých hudebních portálech se skupina v roce 2003 rozhodla vydat své první album nesoucí název Kill the Sun, které dosáhlo 98. pozice na německých hudebních hitparádách. Nadcházející album Ravenheart (2004) se udrželo v německých hudebních žebříčcích po sedm týdnů na 36. příčce. V roce 2005 vydali třetí album, India, které dosáhlo 30. příčky na hitparádách. Své čtvrté album začala Xandria nahrávat 14. prosince 2006 a oficiálně bylo vydáno 25. května 2007, přičemž se drželo 41. příčky v německých hitparádách.
Lisa Middelhauve kvůli osobním důvodům odešla z kapely 30. dubna 2008 a způsobila kapele nemalé potíže díky tomu, že zastávala pozici frontwomanky. Náhradu za Lisu si skupina našla v únoru 2009 a byla to zpěvačka Kerstin Bischof, taktéž známá jako „Lakonia“ z předchozí kapely Axxis. Nicméně po pouhém roce působení se Kerstin Bischof rozhodla opustit skupinu a budovat kariéru v jiném odvětví, přičemž ji na sérii koncertů v létě roku 2010 nahradila opět Lisa Middelhauve. 19. prosince 2010 Xandria oznámila přijetí tehdy devětadvacetileté zpěvačky Manuely Kraller, která se skupinou poprvé živě vystoupila na akci „Classic Meets Pop“, jež se konala 7. ledna 2011 ve městě Bielefeld v Německu.
Dne 25. října 2013 kapela na svých oficiálních stránkách oznámila, že Manuela Kraller opouští kapelu z osobních důvodu; chtěla se věnovat své sólové kariéře a dalším blíže nepřiblíženým aktivitám. Jako náhradu za Manuelu Kraller kapela oznámila původní zpěvačku z Ex Libris, tedy Dianne van Giersbergen pocházející z Nizozemska. Ani ta ovšem ve skupině nevydržela dlouho a v září 2017 zpěvačka oznámila, že kapelu opouští. Důvodem tentokrát byly neshody ohledně budoucnosti kapely, především se jednalo o téma koncertních turné. Jako dočasná náhrada byla oznámena zpěvačka Aeva Maurelle. V roce 2019 bylo potvrzeno, že se Steven Wussow stal novým baskytaristou německé power metalové skupiny Orden Ogan, což znamenalo jeho odchod z Xandrie. 
24. května 2022 kapela zveřejnila videoklip k nové písni „Reborn“, kde byla jako nová zpěvačka skupiny představena Ambre Vourvahis. Dále byli oznámeni i ostatní nový členové skupiny. Tim Schwarz jako nový baskytarista, Dimitros Gatsios jako nový bubeník a Rob Klawonn jako nový kytarista. Ti tak nahradili odcházející dlouholeté členy skupiny Gerita Lamma a Philipa Restemeiera. 7. září 2022 skupina zveřejnila další píseň „You Will Never Be Our God“. A s vydáním třetího singlu „Ghosts“ kapela také 3. listopadu 2022 oznámila své osmé studiové album The Wonders Still Awaiting, které vyšlo 3. února 2023.

## Diskografie

### Studiová alba
| Rok  | Název                      | Pozice v hitparádě | Pozice v hitparádě |
| Rok  | Název                      | DE                 | SWE                |
| ---- | -------------------------- | ------------------ | ------------------ |
| 2003 | Kill the Sun               | 98                 | —                  |
| 2004 | Ravenheart                 | 36                 | —                  |
| 2005 | India                      | 30                 | —                  |
| 2007 | Salomé – The Seventh Veil  | 41                 | —                  |
| 2012 | Neverworld's End           | 43                 | 51                 |
| 2014 | Sacrificium                | 25                 | —                  |
| 2017 | Theater of Dimensions      | —                  | —                  |
| 2023 | The Wonders Still Awaiting |                    |                    |
| 2024 | Universal Tales            |                    |                    |

### Kompilační alba
| Rok  | Název                           |
| ---- | ------------------------------- |
| 2008 | Now & Forever – Best of Xandria |

### EP
| Rok  | Název        |
| ---- | ------------ |
| 2015 | Fire & Ashes |

### Dema
| Rok  | Název        |
| ---- | ------------ |
| 1997 | Xandria      |
| 2000 | Kill the Sun |

### Singly
| Rok  | Název          | Pozice v hitparádě | Album                     |
| Rok  | Název          | DE                 | Album                     |
| ---- | -------------- | ------------------ | ------------------------- |
| 2004 | „Ravenheart“   | —                  | Ravenheart                |
| 2004 | „Eversleeping“ | 861                | Ravenheart                |
| 2007 | „Save My Life“ | —                  | Salomé – The Seventh Veil |

#### Promo singly
| Rok  | Název                       | Album                     |
| ---- | --------------------------- | ------------------------- |
| 2003 | „Kill the Sun“              | Kill the Sun              |
| 2005 | „In Love with the Darkness“ | India                     |
| 2007 | „Sisters of the Light“1     | Salomé – The Seventh Veil |
| 2012 | „Valentine“                 | Neverworld's End          |

## Členové

### Současní členové
- Marco Heubaum – zpěv, kytara, klávesy (1997–dodnes)
- Dimitros Gatsios – bicí (2022–dodnes)
- Rob Klawonn – kytara (2022–dodnes)
- Tim Schwarz – baskytara (2022–dodnes)
- Ambre Vourvahis – zpěv (2022–dodnes)

### Dřívější členové
- Niki Weltz – bicí (1994–1997)
- Manuel Vinke – kytara (1996–1997)
- Andreas Litschel – klávesy (1996–1997)
- Holger Vester – baskytara (1997)
- Nicole Tobien – zpěv (1997)
- Jens Becker – kytara (1999–2000)
- Andreas Maske – kytara (2000–2001)
- Roland Krueger – baskytara (1999–2004)
- Kerstin Bischof – zpěv (2009–2010)
- Lisa Middelhauve – zpěv, klávesy (2000–2008; 2010 [účinkovala pouze na turné])
- Nils Middelhauve – baskytara (2004–2012)
- Manuela Kraller – zpěv (2010–2013)
- Dianne van Giersbergen – zpěv (2013–2017)
- Steven Wussow – baskytara (2013–2019)
- Gerit Lamm – bicí (1997–2022)
- Philip Restemeier – kytara (2001–2022)